# Andrea Menard

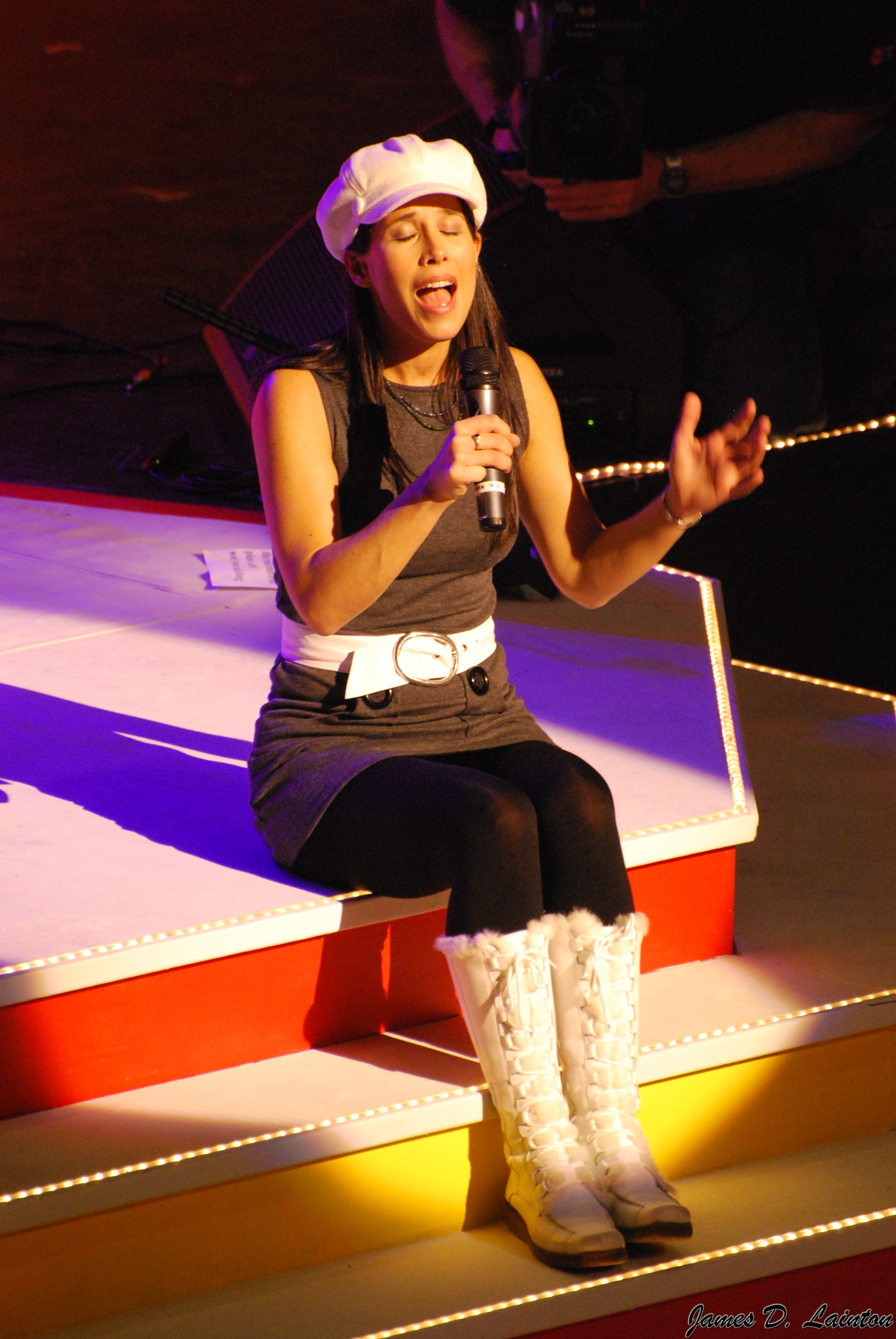
Andrea Menard (2008)

Andrea Menard (* 5. Januar 1971 in Flin Flon, Manitoba) ist eine kanadische Schauspielerin, Dramatikerin und Singer-Songwriterin.

## Wirken
Menard, die von den indigenen Métis abstammt, trägt den Namen Skooteah Equahh, was in der Anishinaabe-Sprache Feuerfrau bedeutet, und den Cree-Namen Notigwew Yutin, was Großmutter Wind entspricht.
Nach dem Besuch der Universität schrieb und komponierte Menard ein Ein-Personen-Musical in einem Akt mit dem Titel The Velvet Devil, das sie 1998 erfolgreich aufführte. Das zugehörige Soundtrack-Album mit 18 Liedern erschien 2002. Sie schrieb zwei Fernsehfilme und spielte darin mit: The Velvet Devil (CBC 2006) ist die Adaption ihres Ein-Frau-Musical-Bühnenstücks. Sparkle wurde sechs Mal zur Weihnachtszeit auf APTN ausgestrahlt. Als Schauspielerin bekannt wurde sie zunächst für ihre Arbeit in der Fernsehserie Moccasin Flats (2003) (in der sie eine Polizeibeamtin des Regina Police Service in der Stadt Regina, Saskatchewan, spielte) und für ihre Hauptrolle als Constable Tara Wheaton in der Fernsehserie Rabbit Fall – Finstere Geheimnisse (2007–2008). Weiterhin leiht sie seit 2005 den Figuren Sarah Merasty und Kohkum in der Stop-Motion-Zeichentrickserie Wapos Bay von APTN ihre Stimme.
Menard hat bei Velvet & Hawk Productions fünf von der Kritik hochgelobte Alben veröffentlicht – nach The Velvet Devil (2002) erschienen Simple Steps (2005), Sparkle (2008, eine Sammlung von Weihnachts- und Winterliedern), Lift (2014) und zuletzt 2022 Anskoonamakew lii Shansoon (Giveaway Songs). 2005 war sie zudem zusammen mit 15 anderen kanadischen Sängern auf dem Album Real Divas – Torch Light Vol. II zu hören. Mit den The Saskatchewan All-Star Artists begleitete sie Ovide Pilon. Ferner hat sie die Bühne mit Buffy Sainte-Marie, Tom Jackson, Aaron Pritchett, Murray McLaughlin, Colin James, Robbie Robertson, The Rankins, Susan Aglukark, Derek Miller, Tanya Tagaq und Joni Mitchell geteilt.
Menard beschäftigt sich in ihrem 2020 konzipierten Kabarettprogramm Rubaboo (was auf Michif Reste-Eintopf bedeutet) mit den Möglichkeiten der Métis und der anderen Kanadier zur Verständigung und Versöhnung. Mit ihrem Song Silent No More (2018) forderte sie, den Kreislauf der Gewalt gegen indigene Frauen und Mädchen zu beenden. Ihr Lied Where Is God in This Place (2020) soll das Bewusstsein für Kanadas Umgang mit der (historischen) Internatsunterbringung für die Indigenen schärfen. 2013 feierte sie in ihrem Song Return of the Bell of Batoche die Rückkehr einer  entwendeten Glocke zu den Métis nach 128 Jahren. Ihre Musik wurde international in einer Reihe von Fernsehsendungen verwendet, so ihre Ode an die Geschlechterpolitik, If I Were a Man in der Serie Queer as Folk.

## Preise und Auszeichnungen
Als Schauspielerin wurde Menard für fünf Gemini Awards nominiert. Ihr Album Simple Steps wurde bei den Western Canadian Music Awards ausgezeichnet. Bei den Summer Solstice Indigenous Music Awards 2023 wurde Menard zur „Metis-Künstlerin des Jahres“ ernannt und bei den Western Canadian Music Awards 2023 als „spirituelle Künstlerin des Jahres“ nominiert.

## Filmographie
- Skipped Parts (2000) – Dot
- The Impossible Elephant (2001) – Miss Parker
- Betrayed (2003) – Liane
- The Pedestrian (2003) – Laura
- Ich klage an (2003) – Heather
- Prairie Giant|Prairie Giant: The Tommy Douglas Story (2006) – Lead Reporter
- Rabbit Fall (2006) – Tara
- Moccasin Flats (2003–2006) – Detective Amanda Strongeagle
- The Velvet Devil (2006) – Velvet Laurent
- Redemption SK (2007) – Riley
- Juliana and the Medicine Fish (2007) – Maggie Saunders
- Renegadepress.com (2004–2008) – Joanne
- Rabbit Fall – Finstere Geheimnisse (2007–2008) – Tara Wheaton
- Little Mosque on the Prairie (2009) – Helen
- A Windigo Tail (2010) – Lili
- In Redemption (2010) – Ryley
- Wapos Bay: The Series (2005–2010) – Sarah/Kohkum/Woman of the Woods
- Sparkle (2010)
- Blackstone (2011) – Debbie Fraser
- Hard Rock Medical (2013) – Eva Malone
- Two 4 One (2014) – Julia
- Arctic Air (2014) – Rebecca Morlin
- The Switch (2015)
- Unser Traum von Kanada: Alles auf Anfang (ARD, 2016)
- Unser Traum von Kanada: Sowas wie Familie (ARD, 2016)
- Supernatural (2017) – Sheriff Christine Barker
- Tribal (2020) – Teresa
- Sullivan’s Crossing (2023) – Edna Cranebear